# 아이치현도 제23호선

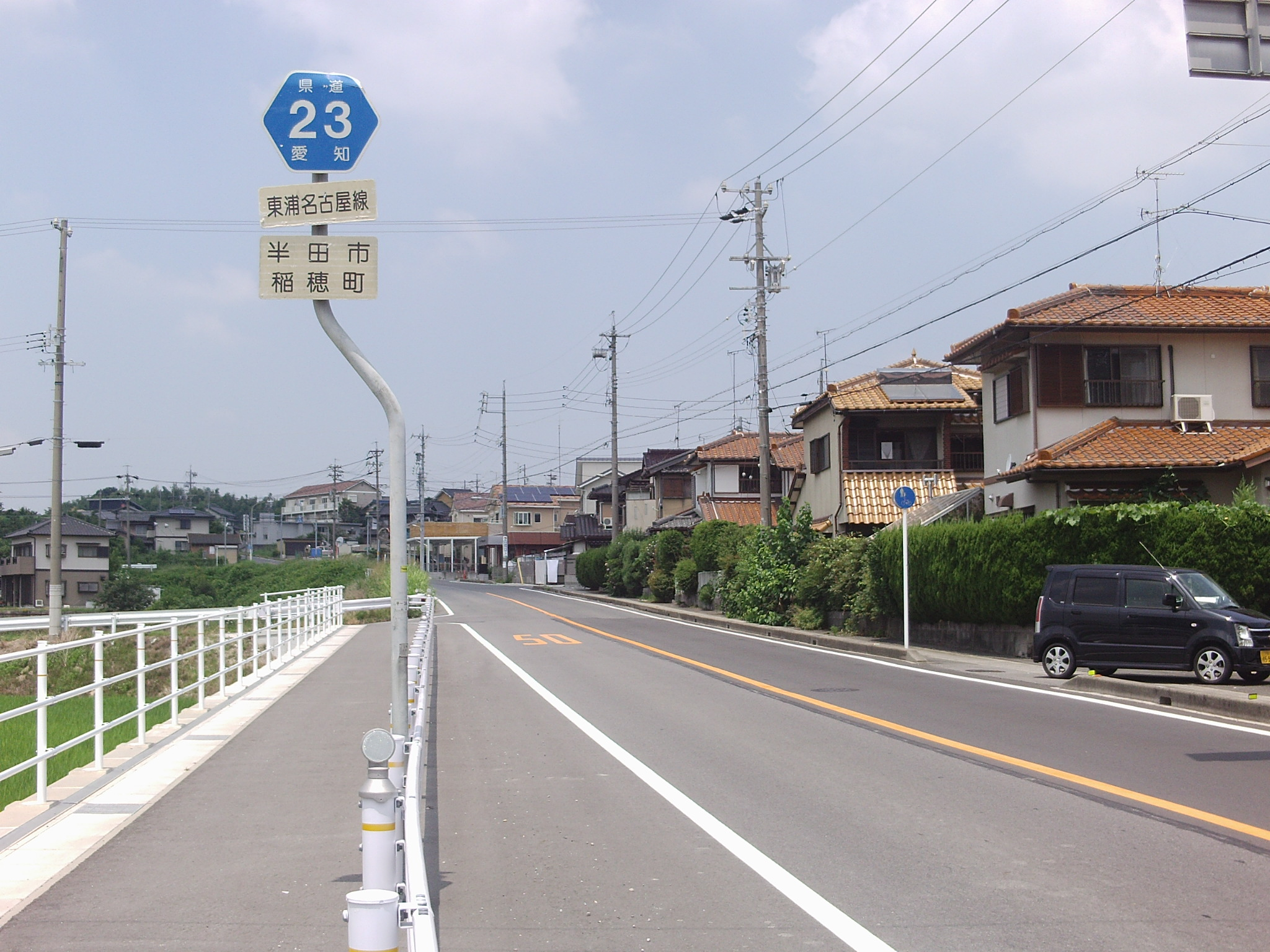
기점 부근 (지타군 히가시우라정 후지에 일대)

아이치현도 제23호 히가시우라 나고야 선(일본어: 愛知県道23号東浦名古屋線)은 아이치현을 종단하는 현도이자 주요 지방도이다. 구간은 지타군 히가시우라정에서 나고야시 미도리구 사이의 구간이다.

## 노선 정보
- 기점 : 아이치현 지타군 히가시우라정 후지에 (366번 국도와 교차하는 지점)
- 종점 : 아이치현 나고야시 미도리구 오다카정 (아이치현도 제50호선과 교차하는 지점)
- 총 연장 : 약 21 km

## 연혁
- 1959년 12월 15일 : 정식으로 인정
- 1994년 4월 1일 : 주요 지방도로 승격 (아이치현도 제247호선에서 23호선으로 번호 변경, 기존 아이치현도 제247호선은 결번 처리)

## 지리

### 통과하는 지자체
- 지타군 히가시우라정
- 오부시
- 나고야시 미도리구

### 교차하는 도로
국도, 고속도로
- 국도 제366호선
- 국도 제155호선
- 국도 제302호선
- 국도 제23호선
- 지타반도 도로

현도
- 아이치현도 제469호선
- 아이치현도 제24호선
- 아이치현도 제252호선
- 아이치현도 제243호선
- 아이치현도 제249호선
- 아이치현도 제248호선
- 아이치현도 제50호선

### 연선
- 겐콘인(일본어판)
- 오다이 공원(일본어판)
- 지타반도 도로(일본어판) 히가시우라치타 나들목(일본어판)
- 지호쿠 평화 공원(일본어판)
- 토요타 산업(일본어판) 나가쿠사 공장
- JR 도카이도 본선 오다카역

## 여담
이 도로 번호와 똑같은 숫자를 가진 해당 국도 노선이 아이치현에 서로 관통되어 있는 우연의 일치가 있다. 위치는 메이시 바이패스인 것으로 드러난다.